# Paraujano jezik
Paraujano jezik (añú, parahujano; ISO 639-3: pbg), izumrli indijanski jezik koji se govorio nekada kod jezera Maracaibo u venezuelskoj državi Zulia. Danas više nije pozmato za ikoga da se služi ovim jezikom, a članovi plemena Paraujano, njih 4 306 (1975 Gaceta Indigenista), služe se španjolskim jezikom.
Pripadao je karipskoj sjevernoaravačkoj podskupini aravačkih jezika zajedno s jezicima arawak [arw] iz Surinama, garifuna [cab] iz Hondurasa, taino [tnq] s Bahama i wajuu ili goajiro [guc] iz Kolumbije. Imao je dva dijalekta koja nose imena po plemenima Alile i Toa.

## Vanjske poveznice
- Ethnologue (14th)
- Ethnologue (15th)